# مؤتمر القاهرة الاقتصادي 1996
مؤتمر القاهرة الاقتصاديّ، هو مؤتمر عُقد للشرق الأوسط وأفريقيا في القاهرة 21 -23  يونيو عام 1996 برئاسة حسني مبارك, دعم هذا المؤتمر من قبل الاتحاد الأوروبي وكندا واليابان.

## الحضور
شارك في المؤتمر 21 دولة ومن ضمنها جميع الدول العربيّة ما عدا العراق التي لم تتلق دعوة  للمشاركة 

## أعمال المؤتمر
كان شعار مؤتمر القاهرة الاقتصاديّ هو "البناء من أجل المستقبل "خلق بيئة مواتيّة للمستثمر"، وأتاح المؤتمر الفرصة لتشجيع الاستثمار الدولي والإقليمي في الشرق الأوسط وشمال إفريقيا وأبرزت إمكانات المنطقة في مجالات الاقتصاد والتجارة والتبادل التجاري التي تدعمها برامج إصلاح اقتصادي مهمة، تنفّذ حاليّا من جانب العديد من دول المنطقة. وتشمل تلك الإصلاحات الخصخصة، والإصلاح الهيكلي وإزالة الحواجز أمام التجارة، التي من شأنها إيجاد مناخ اقتصادي  لقطاع الأعمال في المنطقة . 
ناقش المؤتمر أهمية التنمية الاقتصاديّة على عملية السلام، وضرورة إزالة العقبات التي تعترضها
اذّ قام المؤتمر بوضع خطة عمل اقتصاديّة واستراتيجيات كاملة وتنفيذها، توفر للأمة العربيّة فرصة تقوم على خدمة جميع المصالح الاقتصاديّة
القرارات:
– الموافقة المبدئيّة على إنشاء محكمة العدل العربيّة، وميثاق الشرق للأمن والتعاون العربيّ، وآلية جامعة الدول العربيّة للوقاية من النزاعات وإدارتها وتسويتها.
– الإسراع في إقامة منظمة التجارة الحرّة العربيّة الكبرى.
– التأكيد من جديد على شروط السلام الشامل مع الكيان الصهيونيّ وهي الانسحاب الكامل من الأراضي الفلسطينيّة بما فيها القدس، ومن الجولان والجنوب اللبنانيّ، والتوقف عن النشاط الاستيطاني.
– التضامن العربيّ مع دولتيّ البحرين والإمارات ضد التهديد الإيراني.
– الحفاظ على وحدة وسلامة العراق، ودعوته إلى تنفيذ قرارات مجلس الأمن.